# Борове (Новосибірська область)
Борове (рос. Боровое) — село у Новосибірському районі Новосибірської області Російської Федерації.
Входить до складу муніципального утворення Боровська сільрада. Населення становить 1694 особи (2010).

## Історія
Згідно із законом від 2 червня 2004 року органом місцевого самоврядування є Боровська сільрада.

## Населення
| 2002 | 2007  | 2010  |
| ---- | ----- | ----- |
| 1839 | ↗1916 | ↘1694 |